# O Cavaleiro da Esperança
O Cavaleiro da Esperança é a biografia poética do líder revolucionário Luís Carlos Prestes, escrita por Jorge Amado e publicada em 1942.

## Sinopse
Luís Carlos Prestes encabeça e dirige uma rebelião militar, em que acredita poder fazer uma revolução armada no Brasil de então. Munido de homens e armas inicia um levantamento que é saudado nos povoados por onde passa, lançando uma onda de liberdade que faz tremer o poder instituído.
Na marcha que dirige palmilha milhares de quilómetros em condições muito difíceis, especialmente ao atravessar as zonas pantanosas, no entanto consegue manter uma enorme disciplina e correção nos homens que comanda.
A marcha termina sem atingir o objectivo principal, a tomada do poder e a transformação da sociedade e todos acabam por ter que ficar no exílio.
No entanto, a marcha que o tornou "O Cavaleiro da Esperança" abalou o poder e foi o despertar para a luta por um Brasil diferente.

## Recepção
A obra foi traduzida pro chinês por Wang Yizhu e publicada em 1953 pela editora do Povo. A China com governo comunista via com bons olhos o escritor Jorge Amado, filiado ao partido comunista. 